# تشيتلان (مقاطعة تشرداول)
تشيتلان (بالفارسية: چیتلان) هي قرية تقع في قسم شباب الريفي (مقاطعة تشرداول) في إيران. يقدر عدد سكانها بـ 86 نسمة بحسب إحصاء 2016.